# Bosque de las Landas
El bosque de las Landas de Gascuña (bòsc de las Lanas de Gasconha en occitano gascón, forêt des Landes de Gascogne en francés) es un bosque situado en la región de Nueva Aquitania (Francia). Ocupando una superficie de más de un millón de hectáreas, es el bosque más grande de la Europa Occidental.
El bosque está compuesto principalmente de pino marítimo, Pinus pinaster. A diferencia de muchos otros bosques europeos, el bosque de las Landas es casi en su totalidad creado y administrado por el hombre con fines industriales. Esta plantación de pinos masiva se inició en el siglo XVIII en la zona de Pays de Buch, de Gironda, para detener la erosión y limpiar el suelo.

## Geografía
El bosque (también conocido como Los páramos de Gascuña y antiguamente Los páramos de Burdeos) está bordeado por el Océano Atlántico (Costa de Plata) y forma un gran triángulo que abarca tres departamentos franceses: las Landas, Gironda y también llega a partes de Lot-et-Garonne. Los nacimientos de varios ríos se pueden encontrar en esta región, tales como las fuentes del Leyre, el Boudigau, el Ciron y el Gat Mort. Las ciudades más grandes dentro del bosque son Arcachon, Dax y Mont-de-Marsan.

## Historia

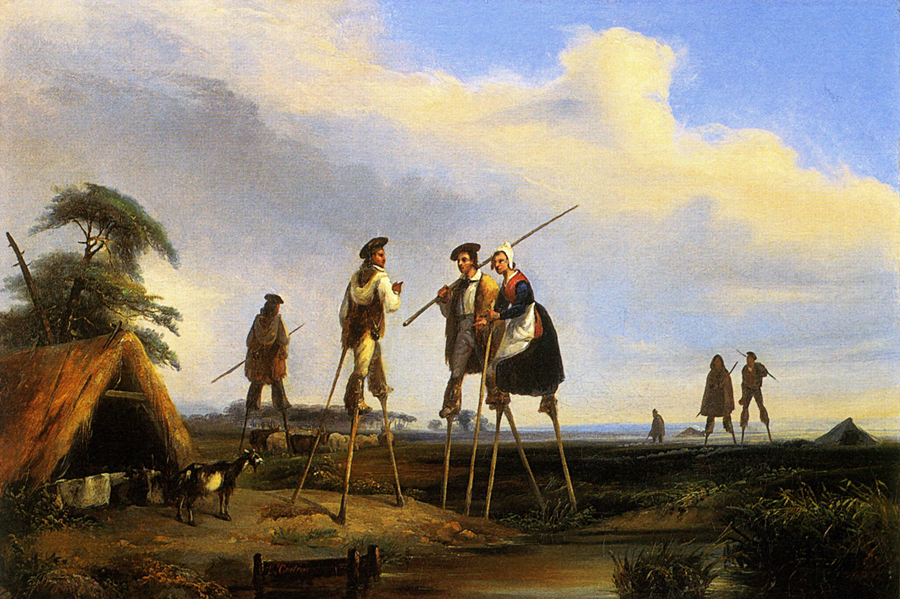
Jean Louis Gintrac (1808—1886), Habitantes de las Landas, Museo de Bellas Artes, Burdeos; primera mitad del ; óleo sobre lienzo; 32x46 cm

La mayor parte de la región ahora ocupada por el bosque de las Landas era tierra pantanosa que estuvo escasamente habitada hasta el siglo XIX. En este período, la gente de las Landas utilizaba zancos para moverse de un lugar a otro por el terreno húmedo. El bosque fue plantado para adaptar el terreno a las necesidades humanas y para el desarrollo económico regional. Desde la década de 1970, ciertas partes del bosque han dado paso a la agricultura intensiva (en particular, el cultivo de granos.)
La superficie del bosque se estima en 10 000 km², más o menos, de los que nueve décimas partes se dedican exclusivamente al monocultivo de pino marítimo (Pinus pinaster), pero, en el centro de esta pinhada (plantación de pinos en el dialecto gascón del occitano), hay un bosque natural. Allí, los pinos coexisten con otras especies, principalmente robles, alisos, abedules, sauces y acebos. Este bosque templado mixto es más frecuente a lo largo de los cursos de agua, donde el drenaje es particularmente bueno. El bosque viejo fue probablemente más amplio antes de la Edad Media, cuando un clima más húmedo y frío se apoderó y cambió la composición de las especies. Debido a la necesidad de madera para combustible y construcción y a una expansión constante en el pastoreo de ovejas, el bosque aborigen fue reduciéndose entre los siglos XV y XVIII.

## Industria

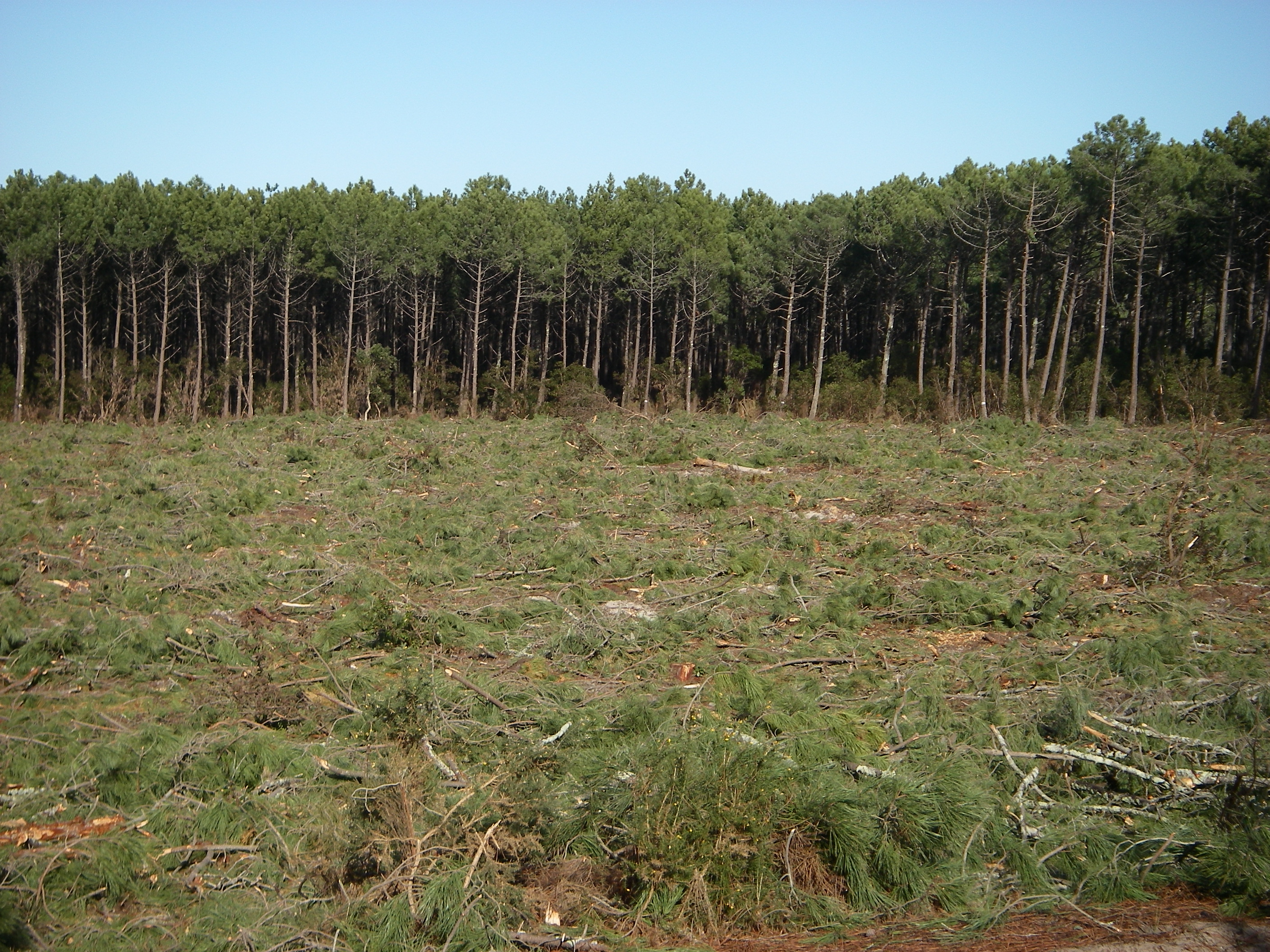
La tala muestra el concepto de corta "a hecho" típica de estos bosques.

Después de haber experimentado un auge importante durante la primera parte del siglo XX, las industrias de madera y papel se han convertido en ramas importantes de la economía regional.
Un sector económico completo se organiza alrededor de la madera:
- cultura Silvícola
- Aserraderos
- Papeleras
- Elaboración y especialización de madera (suelos, carpintería, etc.)
- Envasado y transformación de papel.

En cambio, la recolección de la goma (resina recogida de pinos), que se basa en una recolección exigente en cuanto a mano de obra, ha desaparecido casi por completo en favor de tecnologías químicas más comunes.
Antes de mediados del siglo XIX, sólo la cría de ganado ovino en el páramo permitió la producción de fertilizantes para el cultivo de centeno, principalmente en las crestas para limitar la influencia de la humedad durante el invierno. La desaparición del páramo merced a la plantación del bosque causó la desaparición de esta cultura y de los pastores con zancos.

## Impacto ecológico

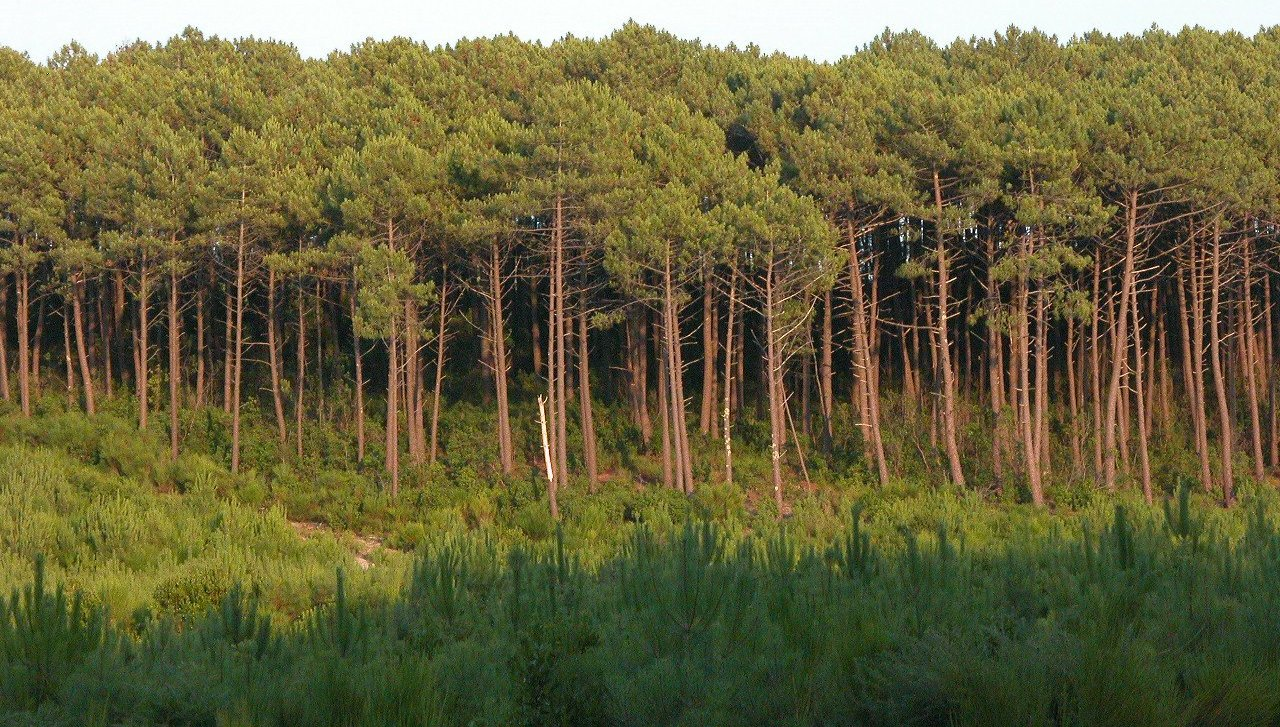
Bosque de las Landas con regeneración incipiente en primer plano.

Sabiendo que las raíces de una hectárea de pinos aspiran 45 toneladas de agua de la capa freática en 24 horas (esta agua pasa entonces a la evapotranspiración por la parte aérea del árbol), la desaparición de los cultivos forestales intensivos podrían restaurar algunos humedales presentes en el pasado y ahora desaparecidos. Al igual que todos los cultivos de una sola especie, los pinos son económicamente rentables a corto plazo, pero el precio de un equilibrio ecológico es nefasto.
El bosque de coníferas es el único que se puede localizar en zonas donde las condiciones son demasiado extremas para caducifolios o mixtos. El monocultivo de coníferas conduce a la esterilización de la capa superior del suelo por la lixiviación sistemática de nutrientes que se encuentran en ella. A una cierta profundidad, el suelo es duro e impermeable. En comparación con otros tipos de bosques, los compuestos únicamente por coníferas tienen muy poca biodiversidad.

## Peligros

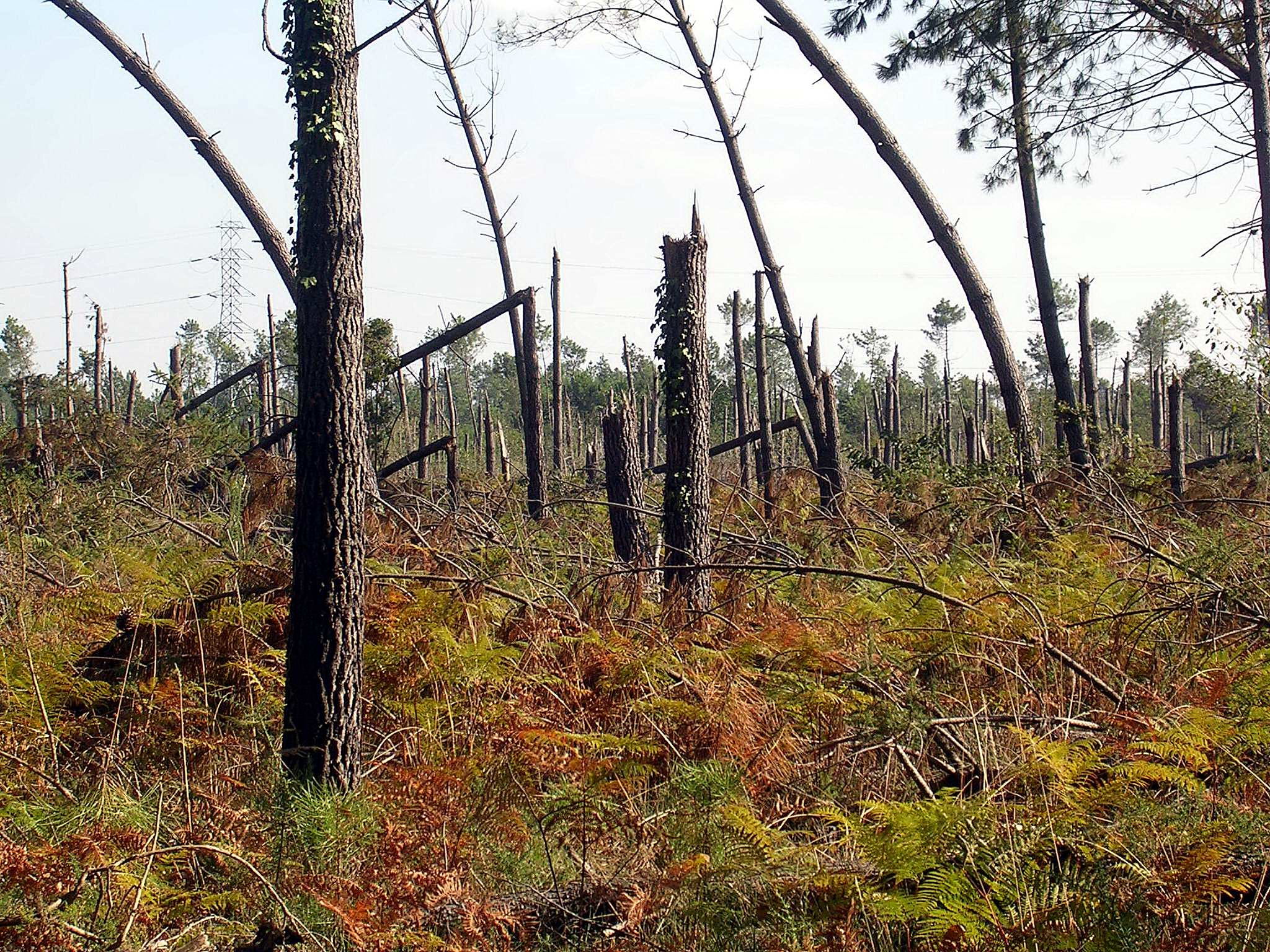
El bosque tras la tormenta Klaus en 2009.

Al no tratarse de un bosque natural, entraña una serie de peligros, siendo más vulnerable a eventos de la naturaleza, tales como incendios, plagas o tormentas.

### Incendios forestales
El bosque de las Landas es particularmente susceptible a los incendios forestales. El viento del oeste del océano, la naturaleza de los árboles (coníferas), el calor estival y la sequía son factores agravantes.
Hay equipo específico de control: torres de observación, estanques de almacenamiento de agua, caminos, etc.
El número de incendios y su gravedad ha disminuido considerablemente desde los últimos desastres de los años 1950 y 1960, en los que se devastaron más de 300 000 ha de bosques. El establecimiento de cortafuegos ha sido la medida más extendida. Los cortafuegos están diseñados de manera que su anchura sea mayor que la longitud de dos pinos caídos, a fin de que no transmitan las llamas en caso de incendio.

### Tormentas
La tormenta Klaus cruzó el sudoeste de Francia el 24 de enero de 2009, causando graves daños materiales. Tras la tormenta de 1999, los silvicultores volvieron a ver sus pinos y otros árboles cortados o arrancados. Se estima que alrededor del 30% de los árboles del bosque fueron arrancados o cortados.